# Paroecanthus foraminatus
Paroecanthus foraminatus är en insektsart som beskrevs av Henri Saussure 1878. Paroecanthus foraminatus ingår i släktet Paroecanthus och familjen syrsor. Inga underarter finns listade i Catalogue of Life.